# Phantosmie

Animation : lobe temporal gauche humain.

La phantosmie ou fantosmie est une forme d'hallucination olfactive. Tandis que la majorité des hallucinations olfactives sont causées par une mauvaise interprétation d'un stimulus physique, comme c'est le cas dans la parosmie, la phantosmie est la perception d'une odeur sans présence physique causant celle-ci. L'odeur peut être agréable ou désagréable. 
« Phantosmie » est un mot savant issu du grec ancien phanto signifiant « fantôme » et osmia- signifiant « odeur ».

## Causes
Les causes de la phantosmie étant toujours en actuel débat, elles sont néanmoins liées à des troubles psychiques comme la schizophrénie, les troubles de l'humeur, la maladie de Parkinson, l'épilepsie, le neuroblastome, les céphalées fréquentes et également un symptôme du COVID-19. Le médecin grec Claude Galien mentionna également des hallucinations olfactives dans ses œuvres et expliqua que ces hallucinations constituaient les prémices d'une maladie. 

## Symptômes
D'autres troubles olfactifs tels que l'hyposmie et l'anosmie sembleraient être les symptômes de troubles de l'humeur (dépression). Cependant, il est impossible de connaître les conséquences de ces troubles olfactifs et s'ils sont effectivement le symptôme d'une dépression. La phantosmie semblerait être un signe précurseur d'une maladie neurodégénérative : la maladie de Parkinson. Elle peut également être liée à une hémorragie intra-cérébrale (tumeurs cérébrales ou épilepsie).
Une brève période de phantosmie, de l'ordre de quelques jours, peut succéder à une anosmie temporaire (perte plus ou moins complète de l'odorat et du goût) au cours d'un rhume, d'une sinusite, d'une rhinite... Dans ces cas-là, accompagnant la fin de ces syndromes, une phantosmie passagère est le signe d'un retour progressif à la normale des facultés olfactives et gustatives.

## Traitement
Cette maladie étant rare, il n'existe aucun réel traitement. Dans la majeure partie des cas, les patients doivent vivre avec ce handicap ou tenter de réduire la gravité de l'odeur. Ces méthodes peuvent inclure des pleurs forcés, le maintien de la respiration ou l'eau salée dans le nez, entre autres. Ces comportements, cependant, ne résolvent pas ces problèmes d'hallucination.
Un cas impliquant une phantosmie à long terme a été traité avec l'utilisation d'un médicament anti-dépresseur du nom commun Venlafaxine.